# Podravka Koprivnica
Podravka Koprivnica (pełna nazwa: Rukometni Klub Podravka Koprivnica) – chorwacki klub piłki ręcznej kobiet, powstały w 1955 r. z bazą w Koprivnicy. Klub z wieloma sukcesami na arenie międzynarodowej. Klub w 1996 r. zwyciężał w Lidze Mistrzyń.
Drużyna występuje także w rozgrywkach Ligi Regionalnej.

## Sukcesy
- Mistrzostwo Chorwacji: 1993, 1994, 1995, 1996, 1997, 1998, 1999, 2000, 2001, 2002, 2003, 2005, 2006, 2007, 2008, 2010
- Puchar Chorwacji: 1993, 1994, 1995, 1996, 1997, 1998, 1999, 2000, 2001, 2002, 2003, 2004, 2006, 2008
- Zwycięstwo w Lidze Mistrzyń: 1996
- Finalista Ligi Mistrzyń: 1995
- Liga Regionalna: 2009